# Johann Wegelin (SA-Mitglied)
Johannes Ludwig „Johann“ Wegelin (* 21. Juli 1900 in Riesa; † 15. Mai 1968 in Glückstadt) war ein deutscher SA-Angehöriger. Er wurde bekannt als einer der Angeklagten im „kleinen“ Hitler-Putsch-Prozess von 1924.

## Leben und Tätigkeit

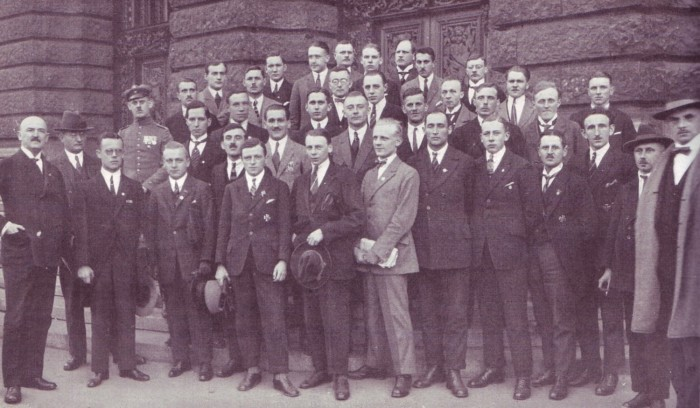
Wegelin im Kreis der Angeklagten des „Kleinen Hitler-Prozesses“

Wegelin war ein Sohn des Wilhelm Johann Ludwig Wegelin und seiner Ehefrau Helene Elise, geb. Junge. Kurz nach seiner Geburt wurde sein Vater als Polizeidirektor nach Freiberg in Sachsen versetzt, wo er nach halbjähriger Tätigkeit verstarb. Die Mutter siedelte mit Johann Wegelin und seinem Bruder Kurt daraufhin nach Leipzig über. Dort besuchte er von 1905 bis 1909 die höhere Bürgerschule und von 1909 bis 1917 die Oberrealschule.
Nach der Ablegung seiner Schlussprüfung rückte Wegelin Ende 1917 während des Ersten Weltkriegs als Freiwilliger beim sächsischen Feldartillerie-Regiment Nr. 77 in Leipzig ein. Im Februar 1918 kam er mit dem Feldartillerie-Regiment Nr. 78 an den westlichen Kriegsschauplatz, wo er bis Kriegsende an den dortigen Kämpfen teilnahm.
Nach dem Krieg führte Wegelin die Bezeichnung eines „Leutnants a. D.“.
Im Juni 1922 trat Wegelin in die NSDAP ein. Seit dem 1. November 1922 arbeitete er im Sekretariat des SA-Oberkommandos in der Schellingstraße 39. Im Jahr 1923 gehörte Wegelin neben Heinrich Bennecke und Walter Baldenius zu den führenden Mitgliedern des von Hermann Göring geführten Oberkommandos der SA. Zeitgenössisch wurde er u. a. als 1. Geschäftsführer der Sturmabteilungen bezeichnet.
Am Abend des 24. Januar 1923 beteiligte Wegelin sich am Sturm auf das Hotel Grünwald. Bei dieser Gelegenheit drangen mehr als hundert Angehörige der SA als Reaktion auf die Besetzung des Ruhrgebietes durch die französische Armee Mitte Januar 1923 in das genannte Hotel in der Nähe des Münchener Hauptbahnhofs ein. Grund hierfür war, dass in dem Hotel, wie allgemein bekannt war, eine Anzahl von belgischen und französischen Militärangehörigen wohnten, die zu der alliierten Kommission, die seit 1920 in München die Einhaltung der dem Deutschen Reich nach dem Ersten Weltkrieg auferlegten Friedensbedingungen überwachte, gehörten: Nach einer Pfalz-Kundgebung am Münchener Hauptbahnhof am Abend des Tages zog eine aufgebrachte Menschenmenge, darunter zahlreiche SA-Angehörige, in der Absicht vor das nahe Hotel, sich der dort vermuteten französischen Militärangehörigen zu bemächtigen und diese als Protest gegen die Ruhrgebietbesetzung aus München auszuschaffen. Der Aufzug vor dem Hotel eskalierte rasch zu gewaltsamen Ausschreitungen, in deren Verlauf eine Reihe von SA-Angehörigen, darunter Wegelin, in das Hotel Grünwald eindrangen, um die von ihnen gesuchten Franzosen zu suchen. Diese konnten indes nicht gefunden werden, da sie bereits am Mittag des Tages auf Drängen der deutschen Behörden, die ahnten, dass es zu Übergriffen kommen könnte, in andere Quartiere umgezogen waren. Die Eindringlinge richteten während ihrer vergeblichen Durchsuchung des Hotels schwere Verwüstungen an. Es entstanden Sachschäden in Höhe von 6,5 Millionen Reichsmark.
Am 1. Mai 1923 soll Wegelin als Adjutant von Hermann Göring während des Aufmarsches verschiedener paramilitärischer Verbände auf dem Oberwiesenfeld bei München – der Aufmarsch sollte als Grundlage für einen von Hitlers ins Auge gefassten, zunächst aber nicht ausgelösten Putsch dienen – fungiert haben.
Im Sommer 1923 wurde Wegelin Mitglied des Stoßtrupps Hitler, einer Sonderformation der Münchener SA, der der Personenschutz von Adolf Hitler sowie die Erfüllung von Spezialaufträgen oblag. Der Stoßtrupp bildete den Grundstock der späteren, 1925 aufgestellten Schutzstaffel (SS).
Am 8. und 9. November 1923 nahm Wegelin mit dem Stoßtrupp am misslungenen Hitler-Putsch teil und beteiligte sich dabei u. a. an der Verwüstung der Redaktionsräume und der Druckerei der sozialdemokratischen Zeitung Münchener Post und an gewaltsamen Übergriffen gegen den bayerischen SPD-Chef Erhard Auer. Hans Kallenbach bezeichnet Wegelin in seinem Erinnerungsbuch Mit Adolf Hitler auf Festung Landsberg als den „Adjutanten“ des Kommandeurs des Stoßtrupps Hitler, Joseph Berchtold.
Nach dem Scheitern des Putsches wurde Wegelin verhaftet. Er sagte in seinen Vernehmungen u. a. aus, Hermann Göring habe am Abend des 8. November 1923 angeordnet, falls der Putschversuch zu Todesfällen auf Seiten der Putschisten führen sollte, einer Gruppe von Münchener Stadträten in der Gewalt von Putschisten „mit dem Kolben die Schädeldecke einzuschlagen“, wozu es allerdings aufgrund der abrupten Niederschlagung des Putschversuchs nicht mehr gekommen sei.
Das nach dem Scheitern des Hitler-Putsches im Untergrund weiterexistierende Oberkommando der SA bestimmte Wegelin Anfang 1924 zum Nachfolger von Joseph Berchtold als Führer des illegal weiterexistierenden Stoßtrupps Hitler. Berchtold beschwerte sich darauf bei dem in Innsbruck weilenden Hermann Göring, wobei er Wegelin als für diesen Posten „absolut ungeeignet“ sowie als einen „Intrigant[en] schlimmster Sorte“ kennzeichnete. Zudem schrieb er an Göring, dass Wegelin in der Zeit vor dem Putsch innerhalb des Stoßtrupps Unfrieden zu säen versucht und nach seiner (Berchtolds) Flucht ins Ausland „in der infamsten Art und Weise grundlos“ gegen ihn gehetzt habe.
Im April 1924 war Wegelin einer der Angeklagten in einem Nachverfahren zum Hitler-Prozess, in dem 40 Angehörige des Stoßtrupps Hitler vor dem Volksgericht München I wegen Beihilfe zum Hochverrat angeklagt wurden (sogenannter „kleiner Hitler-Putsch-Prozess“). Wegelin wurde für schuldig befunden und am 23. April zu einer Strafe von fünfzehn Monaten Festungshaft verurteilt. Er verbüßte sechs Monate davon in der Strafanstalt Landsberg, der Rest seiner Strafe wurde ihm auf Bewährung erlassen. In Landsberg bildeten Wegelin und zwei Dutzend andere Putschteilnehmer eine von den restlichen Gefangenen abgetrennte Gefangenengemeinschaft, die unter ausgesprochen komfortablen Bedingungen in der Festungsabteilung der Anstalt lebte.
Später wurde Wegelin mit Wirkung zum 1. Februar 1931 erneut in die NSDAP aufgenommen (Mitgliedsnummer 436.714). Im August 1935 wurde er der NSDAP-Ortsgruppe Berlin zugeteilt.